# سلنت سيكس جيمز
سلنت سيكس جيمز (بالإنجليزية: Slant Six Games)‏ هي شركة كندية مطورة لألعاب الفيديو يقع مقرها في مدينة فانكوفر ، تأسست عام 2005.
من ألعابها : ريزدنت إيفل: أوبريشن راكون سيتي

## قائمة الألعاب
| عنوان اللعبة                    | تاريخ الإصدار   | الجهاز                                         |
| ------------------------------- | --------------- | ---------------------------------------------- |
| SOCOM: Tactical Strike ‏         | نوفمبر 6, 2007  | بلاي ستيشن بورتبل                              |
| SOCOM: Confrontation ‏           | أكتوبر 14, 2008 | بلاي ستيشن 3                                   |
| SOCOM: Fireteam Bravo 3 ‏        | فبراير 16, 2010 | بلاي ستيشن بورتبل                              |
| ريزدنت إيفل: أوبريشن راكون سيتي | 2012            | بلاي ستيشن 3 / إكس بوكس 360 / ميكروسوفت ويندوز |